# Ivanof Bay
Ivanof Bay est une localité d'Alaska (CDP) aux États-Unis dans le Borough de Lake and Peninsula. En 2010, il y avait 7 habitants.

## Situation - climat
Elle est située à l'extrémité nord-est de la péninsule Kupreanof, à 805 km au sud-ouest d'Anchorage et à 402 km de Dillingham.
Les températures moyennes vont de −6 °C à 10 °C en janvier, et de 4 °C à 16 °C en juillet.

## Histoire
Une conserverie de saumon y a été installée entre 1930 et 1950, la poste a été ouverte de 1952 à 1954. Un certain nombre de familles ont émigré depuis Perryville en 1965 dans le but de trouver de meilleures ressources pour la chasse et de fuir les risques d'éruption du Mont Katmai. Mais l'école a tout de même fermé entre 2000 et 2001 faute d'écoliers.
Les actuels habitants pratiquent une économie de subsistance et vivent de chasse et de pêche.

## Démographie
| 1970 | 1980 | 1990 | 2000 | 2010 | - |
| ---- | ---- | ---- | ---- | ---- | - |
| 48   | 40   | 35   | 22   | 7    | - |

## Sources et références
- (en) CIS

- (en) Cet article est partiellement ou en totalité issu de l’article de Wikipédia en anglais intitulé « Ivanof Bay, Alaska » (voir la liste des auteurs).

1. ↑  « Statistiques des États-Unis (Alaska) - Profils des communautés de 2010 » (consulté en octobre 2020)